# Borne milliaire de Chignin
La borne milliaire de Chignin est une borne milliaire trouvée en France sur la commune de Chignin, dans le département de la Savoie en région Auvergne-Rhône-Alpes.
Elle marque une étape du trajet de la Via Alpis Graia qui reliait Vienne à Milan.

## Historique
Ce fragment de borne milliaire antique est découvert en 1984 par J.-F. Girard-Madoux, viticulteur du hameau de Torméry, à 950 m au sud-est de Chignin, lors de la démolition d'un mur de pignon de sa cave, où il était en remploi comme pierre à bâtir.
En juin 2014 (?), il est toujours la propriété de la famille de son inventeur, notamment Samuel et Fabien Girard-Madoux.

## Description
Ce fragment, en grès dur à gros grain, mesure 32,5 cm dans sa plus grande hauteur. Son inscription est tronquée, il n'en reste que cinq lignes. Elle est dédiée à Dioclétien :

« Imp(eratori) Caes(ari) Caio Val(erio)

Dioc[l]etiano Invic(to)

Aug(usto) Pio Fel(ici) pontif(ici)

maximo trib(unicia) potest(ate)

iter(um) pater pa[triae---] »

Traduction :

« A l'empereur César Caius Valerius

Dioclétien, Invincible,

Auguste, pieux, heureux, grand pontife,

revêtu de la puissance tribunicienne

pour la deuxième fois, père de la patrie […] »

Sur la 6e ligne se distingue la partie haute de deux lettres qui pourraient être A, M ou N. L'écriture est de mauvaise qualité : les lettres initiales ne sont pas alignées, le texte est mal équilibré, les caractères sont souvent mal formés et très irréguliers, les capitales ont des réminiscences d'écriture cursive (R très étroits, S inclinés, barres très courtes des T), et les quatre premières lignes sont bien au datif mais la cinquième ligne est — fautivement — au nominatif.
Enfin, cette borne indique en lettres le nombre d'années de tribunat de la personne à qui elle est dédiée (ici Dioclétien), alors que la très grande majorité des inscriptions — pas seulement sur les bornes milliaires — les indiquent en chiffres.

## Datation
Le deuxième tribunat du futur empereur Dioclétien se déroule pendant l'année 285. Il devient empereur après la mort de Carin à la bataille du Margus (Mésie) en août ou septembre 285. Cette borne date donc de la période septembre-décembre 285.

## Contexte géographique et archéologique
L'indication de la route manque, mais selon Rémy & Ferber (1993) « il est indubitable que la distance, probablement indiquée sur la pierre, devait être comptée à partir de la ville de Vienne, capitale de l'ancienne cité des Allobroges, et que ce milliaire jalonnait la voie romaine qui allait de Milan à Vienne ». Une autre borne de cette voie a été trouvée à Saint-Clair-de-la-Tour en Isère, dédiée à Constantin Ier et datée de 307-310 ; et une autre borne de Constantin trouvée à Vienne a peut-être aussi jalonné la même voie. La borne de Torméry est la première borne milliaire romaine découverte en Savoie et seulement la deuxième connue dédiée à Dioclétien sur toute la civitas de Vienne. Ajoutant à la rareté de cette découverte, sur les 676 bornes recensées par G. Walser dans les Gaules et les Germanies, seulement huit sont dédiés aux empereurs de la première tétrarchie.
Localement, elle permet de situer la voie romaine sur le côté est de la combe de Savoie.

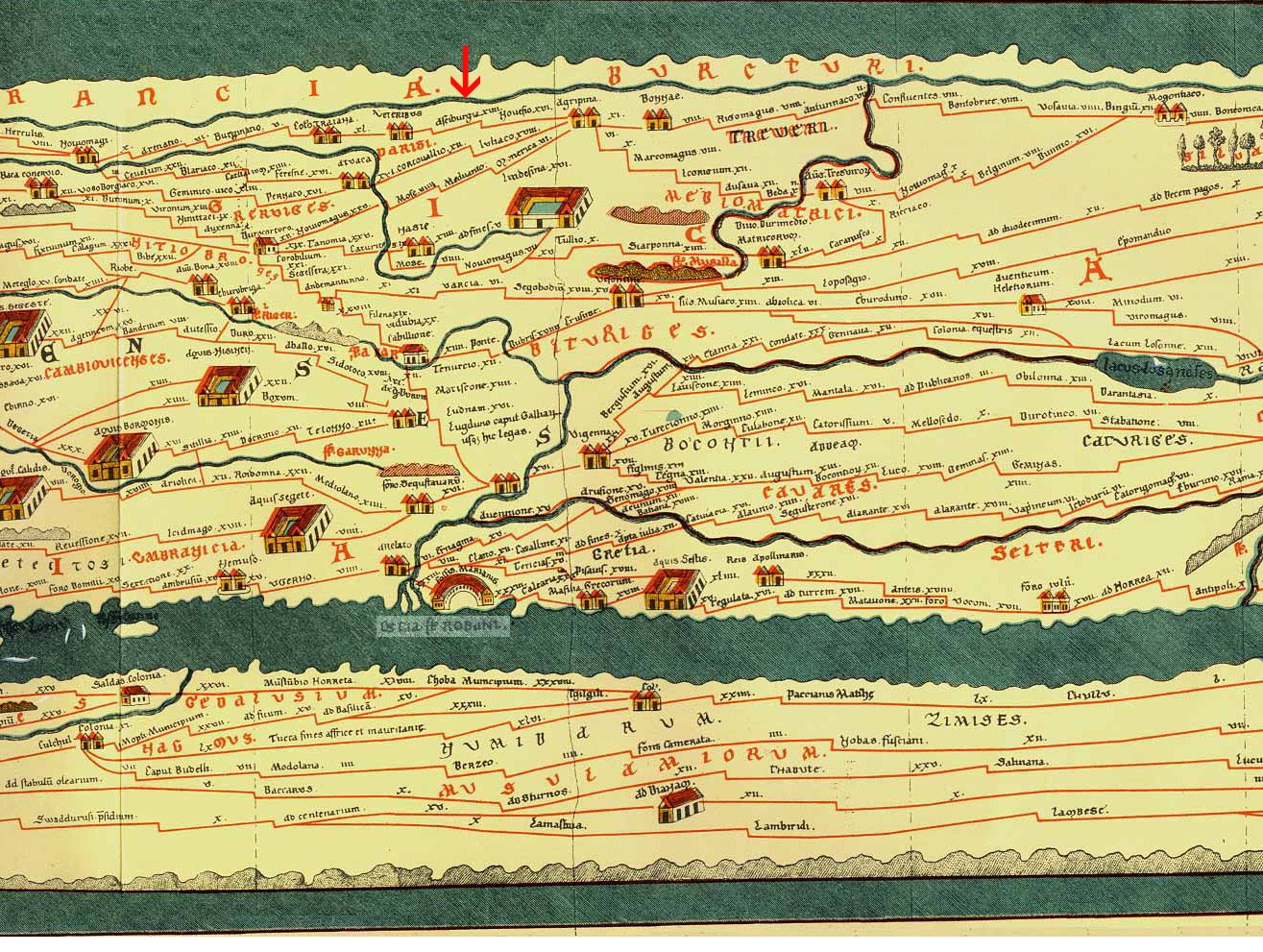
Table de Peutinger, section avec Vienne (Vigenna) au centre.